# Mahon Port
Mahon Port är en hamn i Spanien.   Den ligger i regionen Balearerna, i den östra delen av landet, 700 km öster om huvudstaden Madrid. Den ligger i Mahón på ön Menorca.